# Basílica de San Martín de Tours (Taal)
La Basílica de San Martín de Tours es una basílica menor en la ciudad de Taal, Batangas en Filipinas. Está considerada como la iglesia más grande en las Filipinas y en Asia, con 96 metros (315 pies) de largo y 45 metros (148 pies) de ancho. San Martín de Tours es el santo patrono de Taal, cuya fiesta se celebra cada 11 de noviembre.
La ciudad fue fundada por los misioneros agustinos cerca de las orillas del lago Taal en lo que actualmente es San Nicolás, Batangas en 1572. Tres años después, en 1575, la construcción de la iglesia fue comenzada por el padre Diego Espinar.